# Sven Landberg
Sven Axel Richard Landberg (Estocolm, 6 de desembre de 1888 – Estocolm, 11 d'abril de 1962) va ser un gimnasta suec que va competir a primers del segle xx.
El 1908 va prendre part en els Jocs Olímpics de Londres, on guanyà la medalla d'or en la prova del concurs complet per equips, com a membre de l'equip suec.
Quatre anys més tard, a Estocolm guanyà una nova medalla d'or en el concurs per equips, sistema suec del programa de gimnàstica.